# Freedom Writers
Freedom Writers är en verklighetsbaserad amerikansk film från 2007, regisserad av Richard LaGravenese
Hilary Swank spelar huvudrollen som lärarinnan Erin Gruwell i en gripande berättelse om storstadsungdomar med tuff attityd som vant sig vid våld och skottlossning, men som genom ett dagboksprojekt beskriver deras upplevelser av rasism och gängkriminalitet. Patrick Dempsey spelar en inte så stöttande make. Filmen tar upp och diskuterar främst rasism men även gängkriminalitet, inklusive exempel på sådana beteenden.

## Rollista (urval)
- Hilary Swank - Erin Gruwell
- Patrick Dempsey - Scott Casey
- Scott Glenn - Steve Gruwell
- Imelda Staunton - Margaret Campbell
- April L. Hernandez - Eva Benitez
- Mario Barrett - Andre Bryant
- Deance Wyatt - Jamal Hill
- Vanetta Smith - Brandy Ross
- Hunter Parrish - Ben Samuels
- John Benjamin Hickey - Brian Gelford
- Robert Wisdom - Dr. Carl Cohn
- Pat Carroll - Miep Gies
- Kristin Herrera - Gloria Munez